# NGC 776
NGC 776 је спирална галаксија у сазвежђу Ован која се налази на NGC листи објеката дубоког неба.
Деклинација објекта је + 23° 38' 39" а ректасцензија 1h 59m 54,6s. Привидна величина (магнитуда) објекта NGC 776 износи 12,5 а фотографска магнитуда 13,3. NGC 776 је још познат и под ознакама UGC 1471, MCG 4-5-28, CGCG 482-37, IRAS 01570+2323, PGC 7560.